# Ghaznawiden

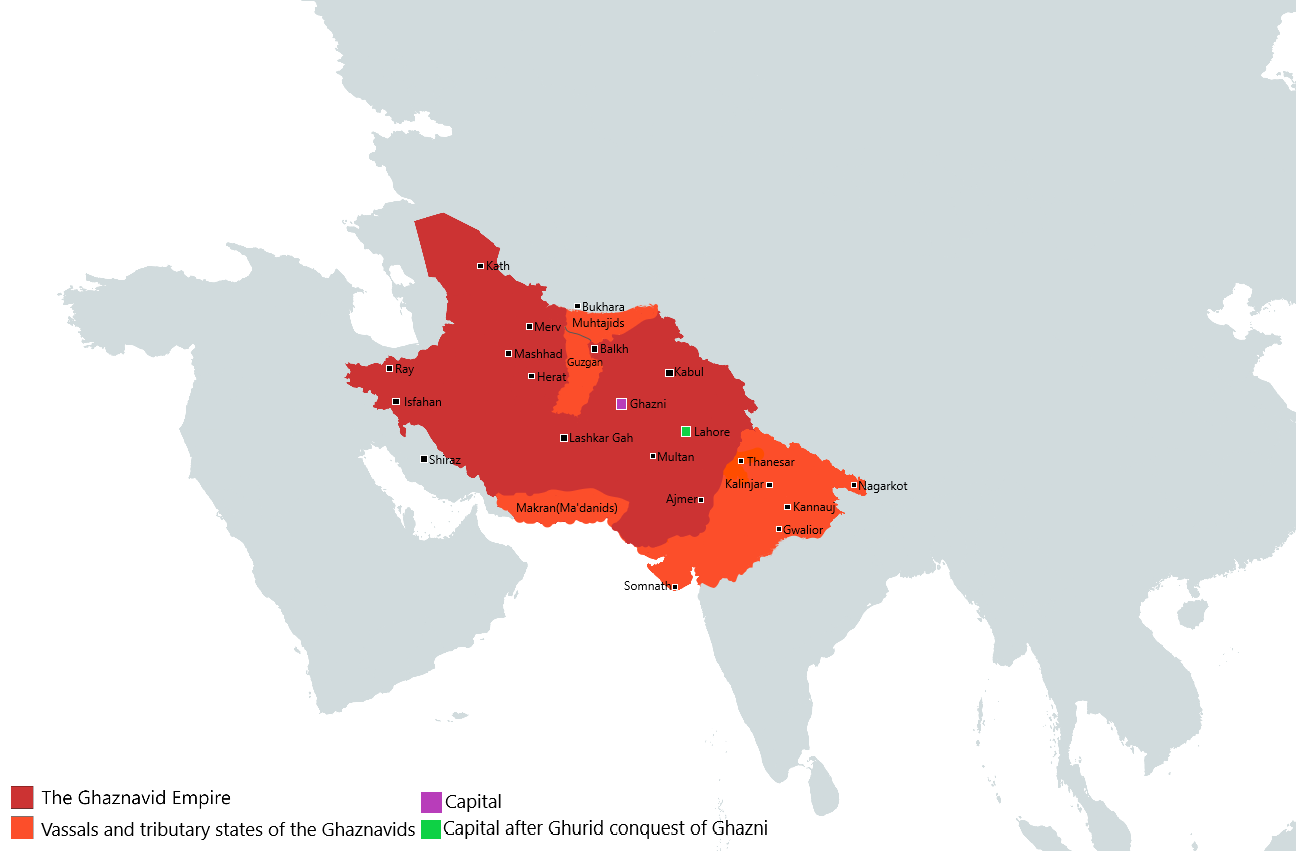
Die Ausdehnung der Ghaznawiden und deren Vasallen.

Die Ghaznawiden oder Ġaznaviden (persisch غزنویان Ghaznawian, DMG Ġaznavīyān) waren eine türkischstämmige, muslimische Dynastie, welche von ehemaligen Militärsklaven der Samaniden begründet wurde. Sie herrschte von 977 bis 1186 in den östlichen iranischen Ländern, wobei ihr Machtbereich zeitweise im Westen bis nach Dschibal und im Osten bis zum Oxus und nach Nordwestindien reichte. Die Stadt Ghazna in Chorasan, das heutige Ghazni in Afghanistan, war lange Zeit das Zentrum ihres Reiches.

## Herkunft und Bedeutung
Die Ghaznawiden waren ursprünglich türkischer Herkunft, jedoch in jeglicher Hinsicht in die Region Chorasan im heutigen Afghanistan assimiliert, weshalb viele Historiker sie auch als „iranisierte“ oder „persifizierte“ Türken bezeichnen. Sie stammen von karlukischen Sklaven ab, die besonders nach dem Sieg der Samaniden über die karlukischen Türken im Jahre 893 in großer Zahl zum Islam konvertierten und fortan als Militär- und Hofsklaven (ghulām) in deren Diensten standen. Der Name der Dynastie ist vom Namen der Stadt Ghazna abgeleitet. In historischen Quellen werden sie auch nach dem Dynastiegründer als „Āl-e Sabuktekīn“ (persisch آل سبكتكين) oder „Banū Sabuktekīn“ (arabisch بنو سبكتكين) bezeichnet.
Die Herrschaft der streng sunnitischen Ghaznawiden hatte in vielerlei Hinsicht den Charakter einer Fortsetzung der samanidischen Herrschaft, denn die Ghaznawiden erbten die administrativen, politischen und kulturellen Traditionen ihrer Vorgänger und legten damit die Fundamente für einen persischen Staat in Nord-Indien. Dadurch hatten sie, trotz der kurzen Zeitspanne, einen weitreichenden Einfluss auf die Kultur und Geschichte der von ihnen beherrschten Gebiete.

## Geschichte

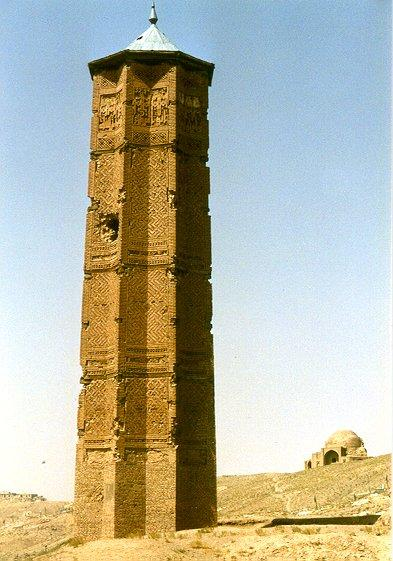
Das Minarett von Ghazna, erbaut von Bahrām Schāh im 12. Jh.

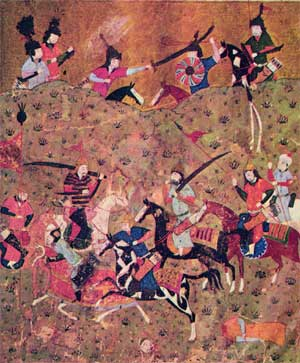
Die Schlacht von Dandanaqan bei Merw 1040

### Dynastiegründung
Der Grundstein für die Reichsgründung wurde 962 durch den türkischen General Alp-Tigin in der Region um Ghazna gelegt. Alp-Tigin war ein ehemaliger Sklave im Dienste der Samaniden, der in der Thronfolgefrage gegen den Emir Manṣūr b. Nūḥ (961–976) intrigiert hatte und sich deswegen Ghazna jenseits des Hindukusch-Gebirges aneignete, um der Rache zu entkommen. Er konnte die Stadt 962 besetzen und verstarb im Jahr darauf. Ihm folgten weitere Sklaven-Offiziere, zunächst sein Sohn Isḥāq (963–966), der die Oberherrschaft der Samaniden anerkannte und ihre Hilfe gegen seinen Rivalen Lawik einforderte. Die diese Stadt umgebende Region blieb in der Folge in den Händen türkischer Herrscher.
Schließlich gelang Alp Tigins ehemaligem Sklaven und späterem Schwiegersohn, Sebük Tigin (977–997), die Begründung einer Dynastie, die bis 1186 regieren konnte, wobei auch er anfangs offiziell im Namen der Samaniden herrschte. Den Nachweis für Sebük Tigin Anerkennung der Oberherrschaft der Samaniden liefern die Prägungen auf seinen Münzen. Er half den Samaniden in den Jahren 992 und 995 gegen die Simdschuriden. Sebük Tigin zog zunächst in einen „heiligen“ Krieg gegen die Hinduschāhīs, deren König Djaypal (965–1001) er 979 und 988 besiegte. Damit hatte Sebük Tigin auch die Festungen an der indischen Grenze erobert. Sebük Tigin nahm Djaypal gefangen, ließ ihn aber nach einer Tributzahlung wieder frei. Mit dem Niedergang des Samanidenreichs in Transoxanien gelang ihm 994 die Aneignung weiterer Gebiete, die ihm und seinem Sohn Mahmud nach einer Hilfeleistung für Manṣūr b. Nūḥ unterstellt wurden. Der Emir war von einer Revolte seiner Generäle bedroht worden. Das Reich umfasste nun auch Belutschistan, Ghor, Zabulistan und Baktrien. Auf diese Weise hatte Sebük Tigin – ein außergewöhnlich mächtiger und ehrgeiziger Herrscher und überzeugter Sunnit – das Fundament für eines der langlebigsten Reiche der Region gelegt. Auf diesem Fundament baute dann sein Sohn auf und brachte das Reich zu seinem Höhepunkt. Zwischen 999 und 1005 ging das Samanidenreich endgültig zugrunde, als die Karachaniden die samanidische Hauptstadt Buchara besetzten und sich mit dem Herren von Ghazna verständigten.

### Machthöhepunkt unter Mahmud von Ghazni

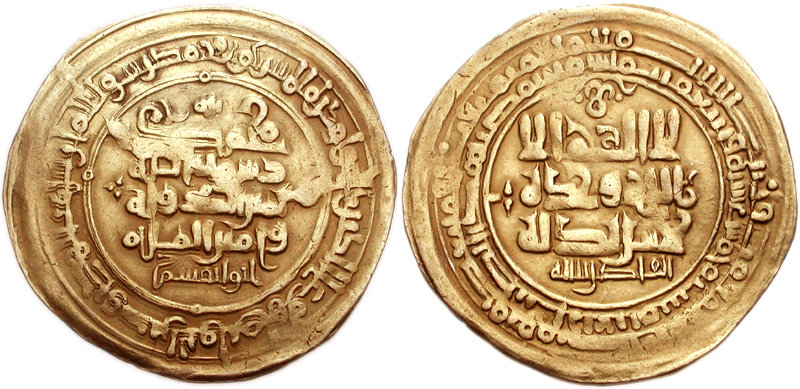
Münze Mahmuds

Unter Sebük Tigins Sohn Maḥmūd Yāmīn ad-Daula (genannt Mahmud von Ghazni) (reg. 998–1030) erreichte die Dynastie ihren Höhepunkt.
Die Legitimation seiner Herrschaft in Chorāsān ließ sich Mahmud durch den abbasidischen Kalifen al-Qādir bi-'llāh zusprechen. Sebük Tigin hatte eigentlich seinen anderen Sohn Ismail als seinen Nachfolger bestimmt, der aber von Mahmud geschickt verdrängt wurde. Ab 999 hatte Mahmud seine Position als Nachfolger gesichert. Mahmud von Ghazni gilt als der wichtigste Herrscher in der Geschichte der Ghaznawiden. Kulturell neigte er stark zum (antiken) Iran und war empfänglich gegenüber der sich entwickelnden neuen persischen Literatur. So engagierte er Abū l-Qāsim-e Firdausī als seinen Hofdichter. Durch ununterbrochene Kämpfe errichtete sich Mahmud Schritt für Schritt ein großes Militärreich, das unter seiner persönlichen Kontrolle stand. Seine siegreichen Schlachten und sein Ruf als erfolgreicher Militärführer waren ein Garant dafür, dass sich immer freiwillige Kämpfer (ghozāt bzw. moṭaweʾūn) aus dem gesamten Osten der islamischen Welt für seine Armee fanden. Diese professionelle Armee der Ghaznawiden setzte sich aus den verschiedensten Völkern des Ghaznawidenreiches zusammen, darunter auch Araber und Dailamiten. Den essentiellen Kern der Armee bildeten jedoch immer türkische Sklaven (ghulāmān-e chāṣ), welche die Elite der ghaznawidischen Armee und die persönliche Leibgarde des Herrschers stellten. Auf dieser militärischen Basis wurden Hof und Verwaltung des Reiches nach Vorbild der Samaniden organisiert.
Als einer der bedeutendsten muslimischen Eroberer begann Mahmud von Ghazni, nach der Verständigung mit den Karachaniden, ab 1001 mit Feldzügen auf dem indischen Subkontinent und drang bis Gujarat, Kannauj und Zentralindien vor. Auch wenn er keine Eroberung Indiens über das Indusgebiet und den Punjab hinaus anstrebte, schwächte er durch seine, in der Regel erfolgreichen Raubzüge, die hinduistischen Staaten erheblich und bereitete so die spätere Eroberung Indiens durch die Ghuriden vor. Durch seine Eroberung des Punjab hatte Mahmud ein weitreichendes Territorium in Indien für den Islam geschaffen und legte damit den Grundstein für die Aufteilung dieser Region nach Religionen. Die Gründung des unabhängigen Staates Pakistan im Jahre 1947 geht auf diese religiöse Aufteilung der Region durch Mahmud zurück.
Mahmud, der wie sein Vater ein überzeugter Sunnit war, ersetzte die Bindungen seines Vaters zu den Samaniden durch die Loyalität gegenüber dem abbasidischen Kalifen al-Qādir bi-'llāh. Diese Loyalität blieb allerdings nur nominell, da zu dieser Zeit Bagdad, die Hauptstadt der Abbasiden, keine Einflüsse auf den weit entfernten Osten ausüben konnte und die sunnitischen Abbasiden selbst wiederum von den schiitischen Buyiden dominiert wurden. Die iranischen Buyiden hatten mittlerweile den Höhepunkt ihrer Macht hinter sich und wurden mehrere Male von Mahmud attackiert, womit dieser auch gleichzeitig seinem Kalifen diente. Zur Zeit seiner 17 Kampagnen im Punjab gelang es Mahmud, die Buyiden um eine bedeutende Strecke zurückzudrängen und Choresmien unter seinen Einflussbereich zu bringen.
Obwohl Mahmuds Schlachten in Indien immer nur profane Raubzüge waren und keine religiös motivierten Kriege für den Islam, wurde sein Ruf als „Hammer für die Ungläubigen“ dennoch bis nach Bagdad und darüber hinaus propagiert.
Weil die Karachaniden mittlerweile in Transoxanien aufgrund ihrer inneren Streitigkeiten keine allzu große Bedrohung darstellten, konnte Mahmud in der Folgezeit auch die schiitischen Buyiden im Westen bekämpften. Eine „Befreiung“ der Abbasiden aus deren Vorherrschaft unterblieb aber mit dem Tod von Mahmud.
Mahmud von Ghazni starb am 30. April 1030 und hinterließ ein Reich, das den Punjab, Teile von Sindh einschließlich einer Reihe von hinduistischen Staaten im Tal des Ganges, die Mahmuds Oberherrschaft anerkannt hatten, das heutige Afghanistan einschließlich Ghazna, nördliche Gebiete des heutigen Belutschistan, Gharjistan und Ghor, wo einheimische Machthaber ebenfalls seine Oberherrschaft anerkannt hatten, Sistan, Chorāsān, Gebiete des heutigen Iran, Tocharistan und einige Grenzregionen am Oxus beinhaltete.

### Masʿūd I.
Mahmud von Ghazni folgte für eine kurze Zeit sein Sohn Muḥammad, dem die Macht aber von seinem Bruder Masʿūd streitig gemacht wurde. Masʿūd – ein siegreicher General seines Vaters – wurde auch von der Armee favorisiert. Ein Heer, das von Muḥammad gegen Masʿūd entsandt wurde, desertierte auf die Seite Masʿūds. In der Folge wurde Muḥammad geblendet und gefangen genommen, und Masʿūd bestieg den Thron.
Masʿūd war trinksüchtig, und ihm fehlten die diplomatischen Kapazitäten seines Vaters. Dennoch führte er die Kampagnen seines Vaters in Indien fort und drängte die Buyiden weiter zurück. Für eine kurze Zeit besaß er Kerman (1035). In militärischer Hinsicht war er in einer schlechteren Ausgangslage als sein Vater, zu dessen Zeit es in ganz Persien keinen Mitstreiter des gleichen Kalibers gab. Zu der Zeit, als Masʿūd den Thron bestieg, begannen allerdings die Seldschuken den Oxus zu überqueren und nach und nach Chorāsān zu besetzen. Masʿūds Widerstand war nicht sehr erfolgreich. Zu den Gründen zählten die Abwesenheit eines Großteils seiner Armee, die im Fünfstromland (Punjab) eingesetzt war und die ethnische Diversität seiner Streitmacht, die hauptsächlich aus Iranern unterschiedlicher Abstammungen und indischen Volksgruppen des Reiches bestand. Die gut ausgebildeten und erfahrenen türkischen Militärsklaven waren nur noch spärlich vertreten.
Am 23. Mai 1040 wurde Masʿūds Armee bei der Schlacht von Dandanqan von den Seldschuken unter Toghril entscheidend geschlagen. Masʿūd wurde bei seinem Rückzug nach Indien durch ein Komplott gestürzt und 1041 im Gefängnis getötet.

### Spätzeit
Damit war Chorāsān im Wesentlichen an die Seldschuken verloren und die Ghaznawiden konzentrierten sich auf ihre verbliebenen Herrschaftsgebiete und das nordwestliche Indien. Ghazna und Lahore wurden die beiden einzigen Münzprägestätten.
Maudūd b. Masʿūd (1041–1048) unternahm zwar 1043/4 den Versuch einer Rückeroberung Chorāsāns, wurde aber geschlagen und plante erst kurz vor seinem Tod einen neuen Großangriff. Er war sehr damit beschäftigt, sein Reich zusammenzuhalten. Die Provinz Sistan ging bereits in den 1030er Jahren an die Lokaldynastie der Nasriden verloren, welche sich den Seldschuken unterordnete und mit deren Hilfe Maudūd zurückwies (1041).  Zudem intervenierten die Seldschuken 1042 in Choresm und vertrieben mit dem dort herrschenden Oghuzen-Fürsten Schah-Malik einen Verbündeten der Ghaznaviden. Maudūds Prestige soll trotz mangelnder Erfolge so groß gewesen sein, dass sich ihm ein Karachaniden-Herrscher Transoxaniens unterwarf.
Auch ʿAbd ar-Raschīd bin Maḥmūd (1048–1052) und Farruchzād bin Masʿūd (1052–1059) stellten sich den Seldschuken energisch entgegen und konnten gegen Toghrils Bruder Chaghri Beg († 1060) und dessen Sohn Alp Arslan zwischenzeitlich Erfolge erzielen, die das Ende der seldschukischen Expansion im Osten einleiteten. Ibrāhīm b. Masʿūd (1059–1099) unternahm einen letzten Versuch zur Rückgewinnung Chorāsāns, wobei der Seldschukenprinz Uthmān gefangen genommen wurde und Sultan Malik Schāh (1072–1092) eine Armee entsandte, um das Kräftegleichgewicht wiederherzustellen (1073). In der Folge kam es zu friedlichen Beziehungen und zu Heiratsverbindungen zwischen den beiden Dynastien, wobei die Provinz Sistan unter der Oberhoheit der Seldschuken verblieb. Ibrāhīm b. Masʿūds Regierung galt als eine Zeit des Wohlstandes und der Konsolidierung.
Der Frieden mit den Seldschuken ermöglichte den Ghaznawiden unter Ibrāhīm und dessen Sohn Masʿūd III. (1099–1115) eine weitere Expansion in Indien. Ein General Masʿūds III. soll hier bei seinen Raubzügen weiter als seinerzeit Mahmud von Ghazni über den Ganges vorgedrungen sein (gegen die Gahadavala aus Kannauj).
Nach einem Thronstreit unter den Söhnen Masʿūds III. wurde Bahrām Schāh (1117–1157) von dem Seldschuken-Sultan Sandschar (1118–1157) in sein Amt eingesetzt und verlagerte das Zentrum des Reichs in den Punjab, nach Lahore. Bahrām Schāh war Sandschar zu einem jährlichen Tribut von 250.000 Dinar und zur Anerkennung in der Chutba verpflichtet. Sein Reich geriet seit der Mitte des 12. Jahrhunderts unter den Druck der Ghuriden-Dynastie aus dem Gebiet des heutigen Zentralafghanistan. Der Streit begann, als Bahrām Schāh ein Mitglied dieser Familie, Quṭb ad-Dīn Muḥammad vergiften ließ und dessen Bruder Saif ad-Dīn Sūrī deswegen bis Ghazna vordrang, wo er 1149 geschlagen und hingerichtet wurde. Danach setzte sich ein dritter Bruder namens ʿAlāʾ ad-Dīn Ḥusain (1149–1161) in Ghor fest, besiegte Bahrām Schāh dreimal und plünderte und zerstörte 1151 Ghazna. Unter anderem ließ er auch die Leichen früherer Ghaznawiden-Herrscher exhumieren und verbrennen.
In der Folge blieb die Ghaznawidenherrschaft praktisch auf Lahore im Punjab beschränkt. 1186 wurde mit der Eroberung der Stadt der letzte Ghaznawidenherrscher Chusrau Malik durch die Ghuriden gestürzt.

## Verwaltung
Das Ethos der Ghaznawiden war streng sunnitisch, und die Sultane befolgten die Rechtsschule der Hanafiten. Sultan Mahmud pflegte stets gute Beziehungen zum Kalifat der Abbasiden in Baghdad und stärkte dadurch die religiösen und moralischen Erfordernisse für seine autoritäre Herrschaft. Er ließ dem Kalifen Geschenke zukommen und präsentierte sich als Beschützer der Orthodoxie, vor allem gegen die schiitischen Buyiden, die Ismailiten von Multan und die Mutaziliten von Rayy. Sein Sohn Masʿūd setzte diese Politik fort, bis die Ghaznawiden schließlich von den Seldschuken besiegt wurden und diese fortan als „Beschützer des Kalifats“ fungierten.
Die Ausübung der Macht durch den Sultan und der administrative Staatsapparat befanden sich innerhalb der persisch-islamischen Tradition. Dabei herrschte der Sultan als Despot und mit „göttlichem Beistand“ über alle Schichten der Bevölkerung, deren hauptsächliche Aufgabe darin bestand, dem Sultan respektvoll zu dienen und ihm Steuern zu zahlen.
Während die Armee der Ghaznawiden im Großen und Ganzen von türkischen Militärsklaven abhängig war, befand sich der administrative Staatsapparat in den Händen persischer Bürokraten, die die Traditionen der Samaniden weiterführten. Die Iranisierung des Staatsapparates ging einher mit der Iranisierung des Lebensstils und der Hochkultur am ghaznawidischen Hof, und alle wichtigen Regierungsposten, darunter der des Wesirs, des Kriegsministers, und des Finanzministers, wurden durchgehend von Persern besetzt.
Die Hofsprache der Ghaznawiden war Persisch, während die diplomatische Korrespondenz grundsätzlich auf Arabisch erfolgte. Alle erhaltenen zeitgenössischen Schriften sind entweder auf Arabisch oder auf Persisch verfasst, doch geht aus späteren Berichten auch hervor, dass die Dynastie selbst noch bis zur Zeit der Regentschaft Masʿūds I. (1031–1041) Turki („türkisch“) sprechen konnte. Im Vergleich zu anderen türkischen Herrscherhäusern waren die ghaznawidischen Sultane hochgradig kultiviert und gebildet. So beschreibt ʾUtbī, dass Mahmud in den Religionswissenschaften geschult wurde, während der zeitgenössische persische Dichter Baihāqi das Interesse von Mahmuds Sohn Masʿūd an arabischen Werken und dessen außerordentliches Talent für persische Schrift, Sprache und Rhetorik hervorhebt.

## Kultur, Kunst und Literatur

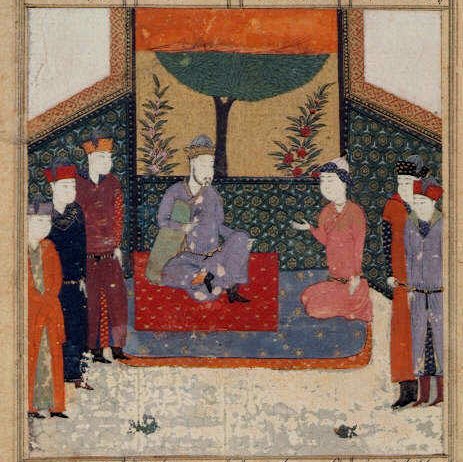
Mahmud von Ghazni (mit Ayaz), Förderer der Persischen Literatur

Die Ghaznawiden waren türkischer Herkunft, doch waren schon die frühesten Herrscher der Dynastie, angefangen mit Sebük Tigin und Mahmud, durch und durch „iranisiert“. Inwieweit eine „türkische“ Identität bei ihnen ausgeprägt war, ist anhand der Quellen – allesamt auf Persisch oder Arabisch verfasst – nicht auszumachen. Soweit es überhaupt eine Betonung darauf gab, dann nur in den sehr frühen Jahren der Dynastie, denn wie viele andere türkische Familien und Herrscher jener Zeit, hatten auch die Ghaznawiden schnell die Sprache und Kultur ihrer persischen Herren, Lehrer und Untertanen übernommen, so dass schon sehr früh keine Bindung mehr zu ihrer türkisch-zentralasiatischen Herkunft bestand. Sie wurden in dieser Hinsicht zu einer „persischen Dynastie“ und entwickelten sich, ganz nach dem Vorbild der vorislamischen Perser, zu großzügigen Förderern der iranischen Hochkultur. Vor allem der Hof in Ghazna wurde zu einem weithin berühmten kulturellen Zentrum ausgebaut, das zahlreiche Gelehrte und Dichter aus der Region anzog. Doch scheinen die Ghaznawiden nicht ausreichend privilegiert gewesen zu sein, um wirklich große Dichter an ihrem Hof beschäftigen zu können – die einzige Ausnahme war Firdausi. Auch der Universalgelehrte Biruni wirkte am Hof der Ghaznawiden.
Kunst und Architektur florierten während der ghaznawidischen Ära – nicht nur in Ghazna, sondern auch in Herat, Balch und anderen Zentren des Reiches. Zum einen ging das auf die großzügige Förderung durch die Sultane zurück, zum anderen aber auch auf die großen finanziellen Möglichkeiten, die sich die Ghaznawiden durch ihre Raubzüge aneigneten. Abū l-Fażl Baihaqī schrieb ein wichtiges Geschichtswerk, Tārīch-i Baihaqī.

## Liste der Ghaznawiden
|                      |                      |                      |                      |                      |                      |  |  |                    |                 |                 |                 |                 |                 |  |  |                           |                           |                           |                           |                           |                           |  |  |                        |                        |                        |                        |                        |                        |  |  |  |  |  |  |  |  |  |  |  |  |  |  |  |  |  |  |  |  |  |  |  |  |
|                      |                      |                      |                      |                      |                      |  |  | Sebüktigin سبکتکین |                 |                 |                 |                 |                 |  |  |                           |                           |                           |                           |                           |                           |  |  |                        |                        |                        |                        |                        |                        |  |  |  |  |  |  |  |  |  |  |  |  |  |  |  |  |  |  |  |  |  |  |  |  |
|                      |                      |                      |                      |                      |                      |  |  |                    |                 |                 |                 |                 |                 |  |  |                           |                           |                           |                           |                           |                           |  |  |                        |                        |                        |                        |                        |                        |  |  |  |  |  |  |  |  |  |  |  |  |  |  |  |  |  |  |  |  |  |  |  |  |
|                      |                      |                      |                      |                      |                      |  |  |                    |                 |                 |                 |                 |                 |  |  |                           |                           |                           |                           |                           |                           |  |  |                        |                        |                        |                        |                        |                        |  |  |  |  |  |  |  |  |  |  |  |  |  |  |  |  |  |  |  |  |  |  |  |  |
|                      |                      |                      |                      |                      |                      |  |  | Ismā'īl اسماعیل    | Ismā'īl اسماعیل | Ismā'īl اسماعیل | Ismā'īl اسماعیل | Ismā'īl اسماعیل | Ismā'īl اسماعیل |  |  | Maḥmūd محمود              | Maḥmūd محمود              | Maḥmūd محمود              | Maḥmūd محمود              | Maḥmūd محمود              | Maḥmūd محمود              |  |  |                        |                        |                        |                        |                        |                        |  |  |  |  |  |  |  |  |  |  |  |  |  |  |  |  |  |  |  |  |  |  |  |  |
|                      |                      |                      |                      |                      |                      |  |  | Ismā'īl اسماعیل    | Ismā'īl اسماعیل | Ismā'īl اسماعیل | Ismā'īl اسماعیل | Ismā'īl اسماعیل | Ismā'īl اسماعیل |  |  | Maḥmūd محمود              | Maḥmūd محمود              | Maḥmūd محمود              | Maḥmūd محمود              | Maḥmūd محمود              | Maḥmūd محمود              |  |  |                        |                        |                        |                        |                        |                        |  |  |  |  |  |  |  |  |  |  |  |  |  |  |  |  |  |  |  |  |  |  |  |  |
|                      |                      |                      |                      |                      |                      |  |  |                    |                 |                 |                 |                 |                 |  |  |                           |                           |                           |                           |                           |                           |  |  |                        |                        |                        |                        |                        |                        |  |  |  |  |  |  |  |  |  |  |  |  |  |  |  |  |  |  |  |  |  |  |  |  |
|                      |                      |                      |                      |                      |                      |  |  | Muḥammad محمد      | Muḥammad محمد   | Muḥammad محمد   | Muḥammad محمد   | Muḥammad محمد   | Muḥammad محمد   |  |  | ʿAbd ar-Raschīd عبدالرشید | ʿAbd ar-Raschīd عبدالرشید | ʿAbd ar-Raschīd عبدالرشید | ʿAbd ar-Raschīd عبدالرشید | ʿAbd ar-Raschīd عبدالرشید | ʿAbd ar-Raschīd عبدالرشید |  |  | Masʿūd I. مسعود اوّل    | Masʿūd I. مسعود اوّل    | Masʿūd I. مسعود اوّل    | Masʿūd I. مسعود اوّل    | Masʿūd I. مسعود اوّل    | Masʿūd I. مسعود اوّل    |  |  |  |  |  |  |  |  |  |  |  |  |  |  |  |  |  |  |  |  |  |  |  |  |
|                      |                      |                      |                      |                      |                      |  |  | Muḥammad محمد      | Muḥammad محمد   | Muḥammad محمد   | Muḥammad محمد   | Muḥammad محمد   | Muḥammad محمد   |  |  | ʿAbd ar-Raschīd عبدالرشید | ʿAbd ar-Raschīd عبدالرشید | ʿAbd ar-Raschīd عبدالرشید | ʿAbd ar-Raschīd عبدالرشید | ʿAbd ar-Raschīd عبدالرشید | ʿAbd ar-Raschīd عبدالرشید |  |  | Masʿūd I. مسعود اوّل    | Masʿūd I. مسعود اوّل    | Masʿūd I. مسعود اوّل    | Masʿūd I. مسعود اوّل    | Masʿūd I. مسعود اوّل    | Masʿūd I. مسعود اوّل    |  |  |  |  |  |  |  |  |  |  |  |  |  |  |  |  |  |  |  |  |  |  |  |  |
|                      |                      |                      |                      |                      |                      |  |  |                    |                 |                 |                 |                 |                 |  |  |                           |                           |                           |                           |                           |                           |  |  |                        |                        |                        |                        |                        |                        |  |  |  |  |  |  |  |  |  |  |  |  |  |  |  |  |  |  |  |  |  |  |  |  |
| Maudūd مودود         | Maudūd مودود         | Maudūd مودود         | Maudūd مودود         | Maudūd مودود         | Maudūd مودود         |  |  | ʾAlī علی           | ʾAlī علی        | ʾAlī علی        | ʾAlī علی        | ʾAlī علی        | ʾAlī علی        |  |  | Farruchzād فرخزاد         | Farruchzād فرخزاد         | Farruchzād فرخزاد         | Farruchzād فرخزاد         | Farruchzād فرخزاد         | Farruchzād فرخزاد         |  |  | Ibrāhīm ابراهیم        | Ibrāhīm ابراهیم        | Ibrāhīm ابراهیم        | Ibrāhīm ابراهیم        | Ibrāhīm ابراهیم        | Ibrāhīm ابراهیم        |  |  |  |  |  |  |  |  |  |  |  |  |  |  |  |  |  |  |  |  |  |  |  |  |
| Maudūd مودود         | Maudūd مودود         | Maudūd مودود         | Maudūd مودود         | Maudūd مودود         | Maudūd مودود         |  |  | ʾAlī علی           | ʾAlī علی        | ʾAlī علی        | ʾAlī علی        | ʾAlī علی        | ʾAlī علی        |  |  | Farruchzād فرخزاد         | Farruchzād فرخزاد         | Farruchzād فرخزاد         | Farruchzād فرخزاد         | Farruchzād فرخزاد         | Farruchzād فرخزاد         |  |  | Ibrāhīm ابراهیم        | Ibrāhīm ابراهیم        | Ibrāhīm ابراهیم        | Ibrāhīm ابراهیم        | Ibrāhīm ابراهیم        | Ibrāhīm ابراهیم        |  |  |  |  |  |  |  |  |  |  |  |  |  |  |  |  |  |  |  |  |  |  |  |  |
| Masʿūd II. مسعود دوم | Masʿūd II. مسعود دوم | Masʿūd II. مسعود دوم | Masʿūd II. مسعود دوم | Masʿūd II. مسعود دوم | Masʿūd II. مسعود دوم |  |  |                    |                 |                 |                 |                 |                 |  |  |                           |                           |                           |                           |                           |                           |  |  | Masʿūd III. مسعود سوم  | Masʿūd III. مسعود سوم  | Masʿūd III. مسعود سوم  | Masʿūd III. مسعود سوم  | Masʿūd III. مسعود سوم  | Masʿūd III. مسعود سوم  |  |  |  |  |  |  |  |  |  |  |  |  |  |  |  |  |  |  |  |  |  |  |  |  |
| Masʿūd II. مسعود دوم | Masʿūd II. مسعود دوم | Masʿūd II. مسعود دوم | Masʿūd II. مسعود دوم | Masʿūd II. مسعود دوم | Masʿūd II. مسعود دوم |  |  |                    |                 |                 |                 |                 |                 |  |  |                           |                           |                           |                           |                           |                           |  |  | Masʿūd III. مسعود سوم  | Masʿūd III. مسعود سوم  | Masʿūd III. مسعود سوم  | Masʿūd III. مسعود سوم  | Masʿūd III. مسعود سوم  | Masʿūd III. مسعود سوم  |  |  |  |  |  |  |  |  |  |  |  |  |  |  |  |  |  |  |  |  |  |  |  |  |
|                      |                      |                      |                      |                      |                      |  |  |                    |                 |                 |                 |                 |                 |  |  |                           |                           |                           |                           |                           |                           |  |  |                        |                        |                        |                        |                        |                        |  |  |  |  |  |  |  |  |  |  |  |  |  |  |  |  |  |  |  |  |  |  |  |  |
|                      |                      |                      |                      |                      |                      |  |  | Schērzād شیرزاد    | Schērzād شیرزاد | Schērzād شیرزاد | Schērzād شیرزاد | Schērzād شیرزاد | Schērzād شیرزاد |  |  | Arslān Schāh ارسلان شاه   | Arslān Schāh ارسلان شاه   | Arslān Schāh ارسلان شاه   | Arslān Schāh ارسلان شاه   | Arslān Schāh ارسلان شاه   | Arslān Schāh ارسلان شاه   |  |  | Bahrām Schāh بهرام شاه | Bahrām Schāh بهرام شاه | Bahrām Schāh بهرام شاه | Bahrām Schāh بهرام شاه | Bahrām Schāh بهرام شاه | Bahrām Schāh بهرام شاه |  |  |  |  |  |  |  |  |  |  |  |  |  |  |  |  |  |  |  |  |  |  |  |  |
|                      |                      |                      |                      |                      |                      |  |  | Schērzād شیرزاد    | Schērzād شیرزاد | Schērzād شیرزاد | Schērzād شیرزاد | Schērzād شیرزاد | Schērzād شیرزاد |  |  | Arslān Schāh ارسلان شاه   | Arslān Schāh ارسلان شاه   | Arslān Schāh ارسلان شاه   | Arslān Schāh ارسلان شاه   | Arslān Schāh ارسلان شاه   | Arslān Schāh ارسلان شاه   |  |  | Bahrām Schāh بهرام شاه | Bahrām Schāh بهرام شاه | Bahrām Schāh بهرام شاه | Bahrām Schāh بهرام شاه | Bahrām Schāh بهرام شاه | Bahrām Schāh بهرام شاه |  |  |  |  |  |  |  |  |  |  |  |  |  |  |  |  |  |  |  |  |  |  |  |  |
|                      |                      |                      |                      |                      |                      |  |  |                    |                 |                 |                 |                 |                 |  |  |                           |                           |                           |                           |                           |                           |  |  | Chusrau Schāh خسروشاه  |                        |                        |                        |                        |                        |  |  |  |  |  |  |  |  |  |  |  |  |  |  |  |  |  |  |  |  |  |  |  |  |
|                      |                      |                      |                      |                      |                      |  |  |                    |                 |                 |                 |                 |                 |  |  |                           |                           |                           |                           |                           |                           |  |  |                        |                        |                        |                        |                        |                        |  |  |  |  |  |  |  |  |  |  |  |  |  |  |  |  |  |  |  |  |  |  |  |  |
|                      |                      |                      |                      |                      |                      |  |  |                    |                 |                 |                 |                 |                 |  |  |                           |                           |                           |                           |                           |                           |  |  | Chusrau Malik خسروملک  |                        |                        |                        |                        |                        |  |  |  |  |  |  |  |  |  |  |  |  |  |  |  |  |  |  |  |  |  |  |  |  |
|                      |                      |                      |                      |                      |                      |  |  |                    |                 |                 |                 |                 |                 |  |  |                           |                           |                           |                           |                           |                           |  |  |                        |                        |                        |                        |                        |                        |  |  |  |  |  |  |  |  |  |  |  |  |  |  |  |  |  |  |  |  |  |  |  |  |

### Führer der samanidischenghulāmān-e chāṣin Ghazna
- Alp-Tigin (962–963)[24]
- Abū Isḥāq Ibrāhīm (963–966)
- Bilge Tigin (966–975)
- Böri Tigin (pers: Pīrītegīn; 975–977)[25]

### Herrscher (Sultane) von Ghazna
- Abū Manṣūr Sebüktigin (977–997; herrschte anfangs noch als Gouverneur im Namen der Samaniden in Chorasan)
- Ismāʿīl ibn Sebüktigin (997)
- Maḥmūd ibn Sebüktigin (Mahmud von Ghazni) (998–1030)
- Muḥammad ibn Maḥmūd (1030–1031; erste Herrschaft)
- Masʿūd I. ibn Maḥmūd (1030–1040)
- Muḥammad ibn Maḥmūd (1041; zweite Herrschaft)
- Maudūd ibn Masʿūd (1041–1048)
- Masʿūd II. ibn Maudūd (1048)
- ʿAlī ibn Masʿūd (1048)
- ʿAbd ar-Raschīd ibn Maḥmūd (1049)

Usurpation in Ghazna durch den Sklavenführer Abū Saʿīd Toghril (1052)
- Farruchzād ibn Masʿūd I. (1052–1059)
- Ibrāhīm ibn Masʿūd (1059–1099)
- Masʿūd III. ibn Ibrāhīm (1099–1115)
- Schīrzād ibn Masʿūd III. (1115)
- Arslān Schāh ibn Masʿūd III. (1116)

Seldschuken besetzen Ghazna (1117)
- Bahrām Schāh ibn Masʿūd III (1117–1150; erste Herrschaft)

Ghuriden besetzen Ghazna (1150)
- Bahrām Schāh ibn Masʿūd III. (1152–1157; zweite Herrschaft)
- Chusrau Schāh ibn Bahrām Schāh (1157–1160; nur noch im Nordwesten Indiens)
- Chusrau Malik ibn Chusrau Schāh (1160–1186; nur noch im Nordwesten Indiens)

Eroberung durch die Ghuriden (1186)